# Pentti Lasanen
Pentti Lasanen (Kotka, Finlandia, 17 de septiembre de 1936-Helsinki, 13 de marzo de 2021) fue un compositor, arreglista y músico de jazz finlandés, instrumentisa de saxofón, clarinete, flauta y trompeta.

## Biografía
En 1958, mientras trabajaba en la compañía discográfica PSO, Lasanen fundó el conjunto vocal Four Cats.
En el año 1965 compitió, sin éxito, para la clasificación en el Festival de la Canción de Eurovisión con la canción ”Vanha kunnon Dixieland”, compuesta y escrita por Åke Granholm. 
Lasanen fue también compositor de bandas sonoras, y recibió un Premio Jussi por su trabajo en los largometrajes Onnelliset leikit (1964), Käyntikorttini... (1964) y Vaaksa vaaraa (1965), así como por la producción televisiva Jörn Donner kertoo Helsingistä.
En el año 1971, para el show musical televisivo Syksyn Sävel, se formó el grupo Lasaset, en el cual actuó Lasanen junto a Martti Metsäketo, Irma Tapio y Monica Aspelund. Lasanen venció en dicho concurso en el año 1985 interpretando el tema ”Luoksesi jään”.
Pentti Lasanen tocó también en la banda de Ronnie Kranck, en la orquesta Radion tanssiorkesteri, y en la de Rauno Lehtinen. Además, interpretó música de jazz junto a Antti Sarpila y dirigió la Finnair Pilots' Big Bandia.
En reconocimiento a su promoción de la música jazz, en 1992 recibió el Premio Louis Armstrong, y en el año 2002 se le concedió la Medalla Pro Finlandia como premio a su trayectoria artística.

## Discografía
- 1975 : Saavun taas (EMI)
- 1985 : Luoksesi jään (Peel Records)